# Bezgovica (gmina Šmarje pri Jelšah)
Bezgovica – wieś w Słowenii, w gminie Šmarje pri Jelšah. W 2018 roku liczyła 27 mieszkańców.